# Maliniec (województwo zachodniopomorskie)

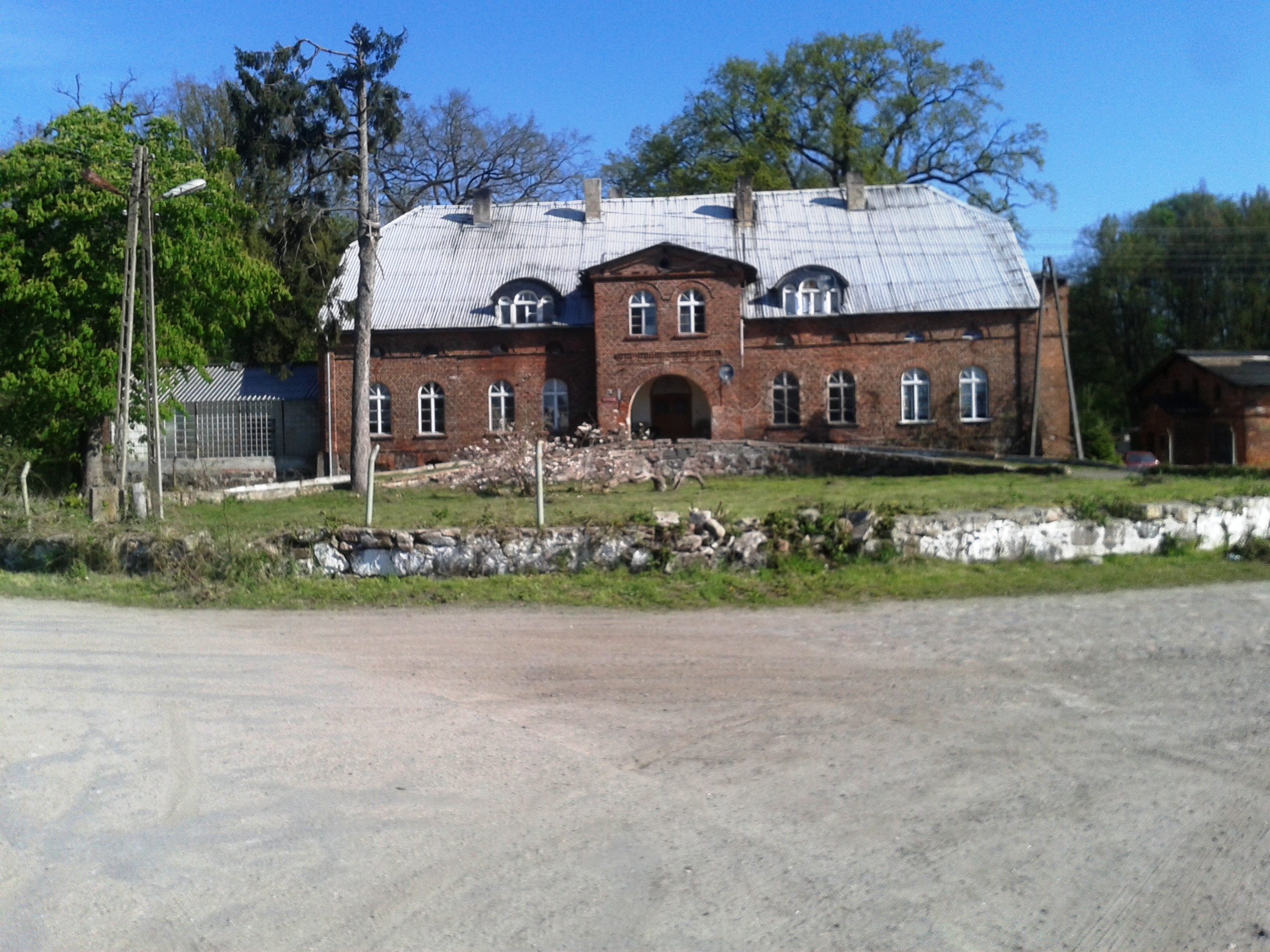
Maliniec – dworek

Maliniec – wieś sołecka w Polsce położona w województwie zachodniopomorskim, w powiecie łobeskim, w gminie Radowo Małe. Do sołectwa Maliniec należy osada Kwiatkowo. W roku 2018 wieś miała 157 mieszkańców w tym 80 kobiet.
Założona w 1813 roku przez hrabiego Arcade von Sobol. W latach 1818–1945 miejscowość administracyjnie należała do Landkreis Regenwalde (Powiat Resko) z siedzibą do roku 1860 w Resku, a następnie w Łobzie, a w latach 1975–1998 do województwa szczecińskiego.
We wsi znajduje się dwór i park dworski o powierzchni około 5 ha, rosną liczne stare dęby (do 5 metrów obwodu) i lipy oraz stary cis. Z drzew obcego pochodzenia na uwagę zasługuje magnolia i jodła kanadyjska. O pow. 5,7 ha, utrzymany w charakterze romantycznego założenia krajobrazowego z dwoma stawami. Przed elewacją północną dworu założono polanę obsadzoną wiekowymi dębami i cisami. Łącznie w parku występują 23 gatunki drzew liściastych i 4 – iglastych. W sąsiedztwie stawów powstał mały cmentarz rodowy właścicieli.

## Osoby urodzone w Malińcu
Otto Siebenbürger- był właścicielem ziemskim i posłem.